# Ga (peuple)
Pour les articles homonymes, voir Ga.

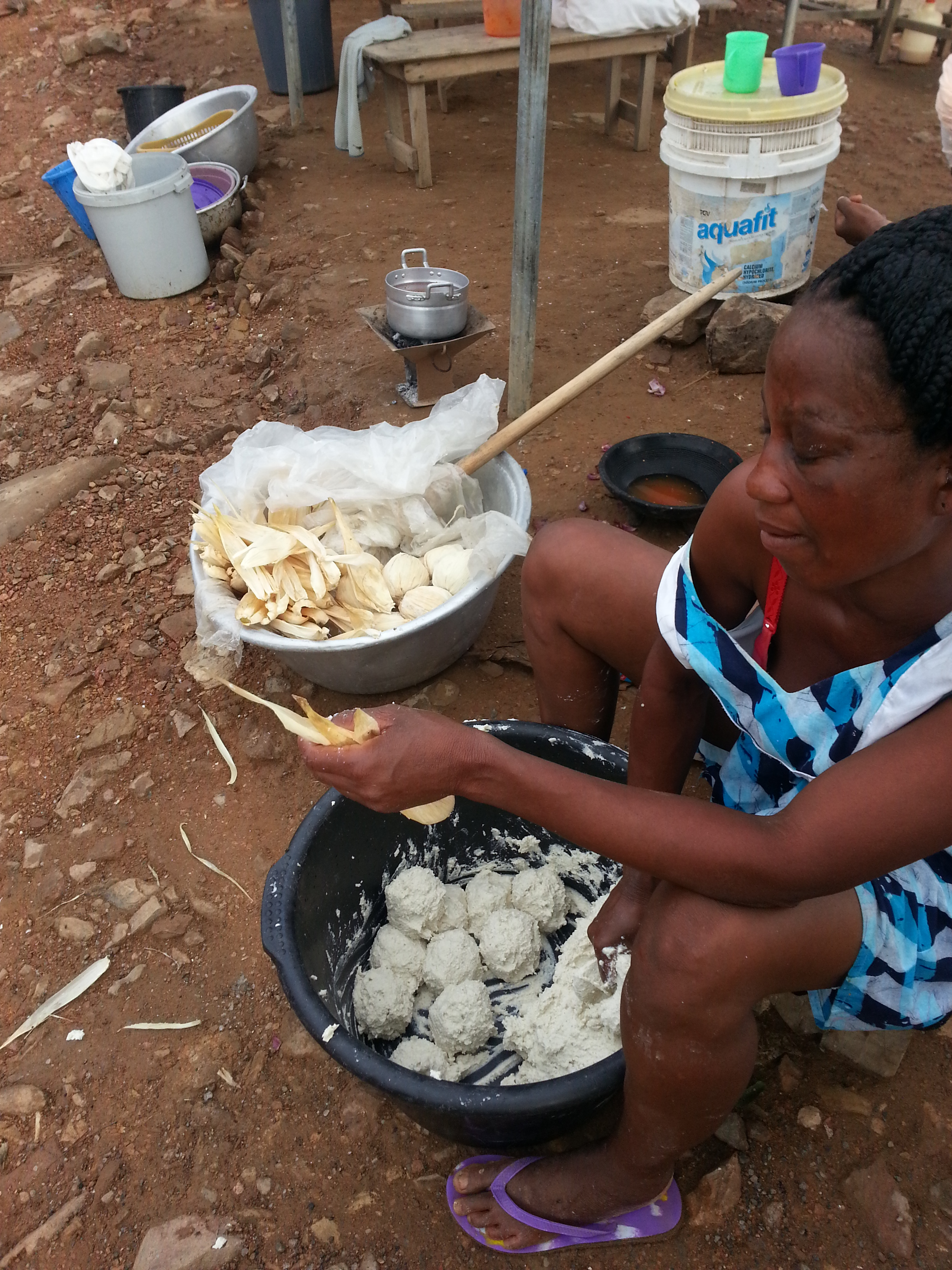
Préparation du kenkey

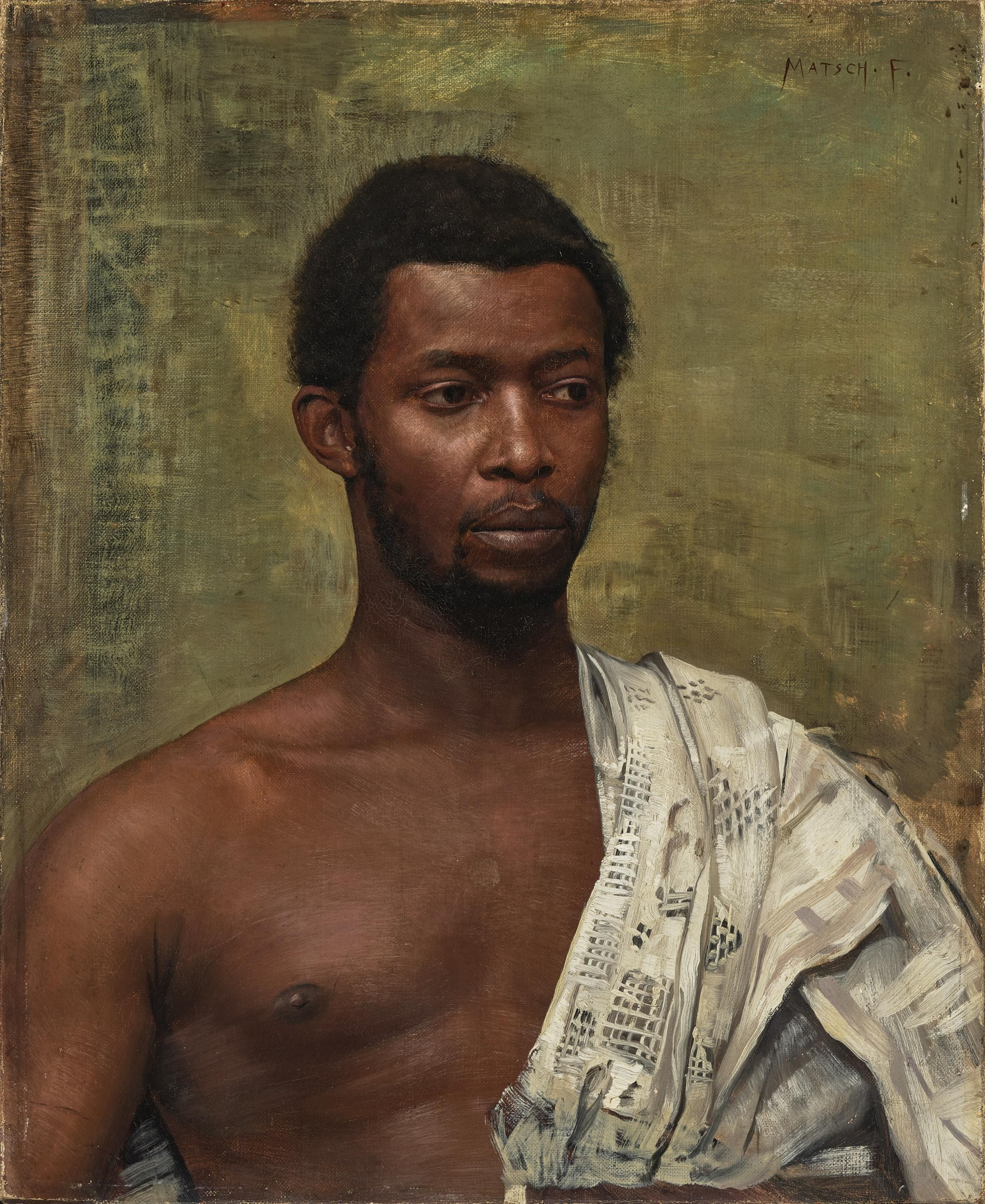
Portrait du prince William Nii Nortey Dowuona par Franz Matsch, 1897.

Les Gas, ou Ga-Adangme, ou Ga-Adangbe sont un groupe ethnique du Ghana, en Afrique de l'Ouest, sous-groupe des Dangmes. Les Gas sont regroupés dans le cadre du groupe ethnolinguistique Ga-Adangme. Ce peuple parle une langue spécifique.

## Situation géographique
Le peuple Ga-Adangme est principalement établi dans les plaines du Grand Accra. Certains se trouvent dans la région de l'Est à Akuse, Somaya, Dodowa, Akwapim, Akwamu et les régions avoisinantes au Ghana. D'autres vivent dans la région d’Aného au Togo. On inclut dans les Adangbes de l'époque contemporaine les habitants de Osu, Shai, La, Ningo, Kpone, Osudoku, Krobo, Gbugble, Ada et Agotimé dont les langues sont semblables.
Les Gas incluent également les groupes Ga-Mashie de la partie centrale d'Accra, ainsi que d'autres locuteurs Ga-Adangbe ayant migré à partir de Ga Akwamu, Aného au Togo, Akwapim  et des régions avoisinantes. Ils ont largement assimilé à leur groupe la communauté tabom, d'origine afro-brésilienne, qu'ils ont accueillie lors de son installation dans le pays.
Il y a environ 2 millions de locuteurs Ga-Adangbe, soit environ 8 % de la population ghanéenne. La plupart des Gas vivent dans la région côtière du sud du pays, autour de la capitale Accra.

## Origine
Certains chercheurs pensent que les Gas sont issus de migrations venant de l’Est, et que les premières implantations de ces peuples dans la région d’Accra remontent au XIIIe siècle. Le royaume traditionnel du Ga Nkran a donné son nom à Accra. L'état Nkran a été gouverné par une succession de rois appelé Ga Mantse depuis sa fondation en 1510.

## Culture
Les Gas sont semblables aux autres peuples du Ghana par leur goût pour la musique, les percussions et la danse. Un de leurs styles musicaux les plus connus est le kpangolo qui s’est développé vers 1960 à partir de musiques et de danses traditionnelles. Yacub Addy, Obo Addy, et Mustapha Tettey Addy sont des percussionnistes Gas qui ont atteint une renommée internationale.

### Homowo festival
Le Homowo (littéralement « huées à la faim ») est une fête annuelle majeure pour les Gas. Elle est la célébration de la fin d’une période de grande famine ayant sévi dans le pays Ga il y a plusieurs siècles. Chacun des clans Ga se succède pour célébrer Homowo, le premier étant Ga Mashie et le dernier La.

### Asafotu festival
À partir du dernier jeudi de juillet jusqu’au premier week-end du mois d’août, les Adas de la région du Grand Accra célèbrent chaque année Asafotu, également appelé Asafotutufiam, en l’honneur des guerriers victorieux et de ceux tombés sur le champ de bataille. À cette occasion, les participants se parent d’habits de guerre traditionnels et miment des scènes de bataille. Cela constitue un  rite d’initiation pour les jeunes hommes.
Le festival, durant lequel ont lieu des cérémonies traditionnelles et de purification, correspond au début de la saison des récoltes. La célébration atteint son apogée dans un cortège haut en couleur durant lequel les chefs sont portés sur des palanquins et accompagnés de leur suite. Des  groupes de guerriers traditionnels appelés 'Sociétés Asafo’ participent également au défilé qui se déroule au son de percussions et de chants dans les rues et sur les lieux du durbar. Salutations entre les chefs, libations et déclarations d'allégeance ponctuent le durbar.

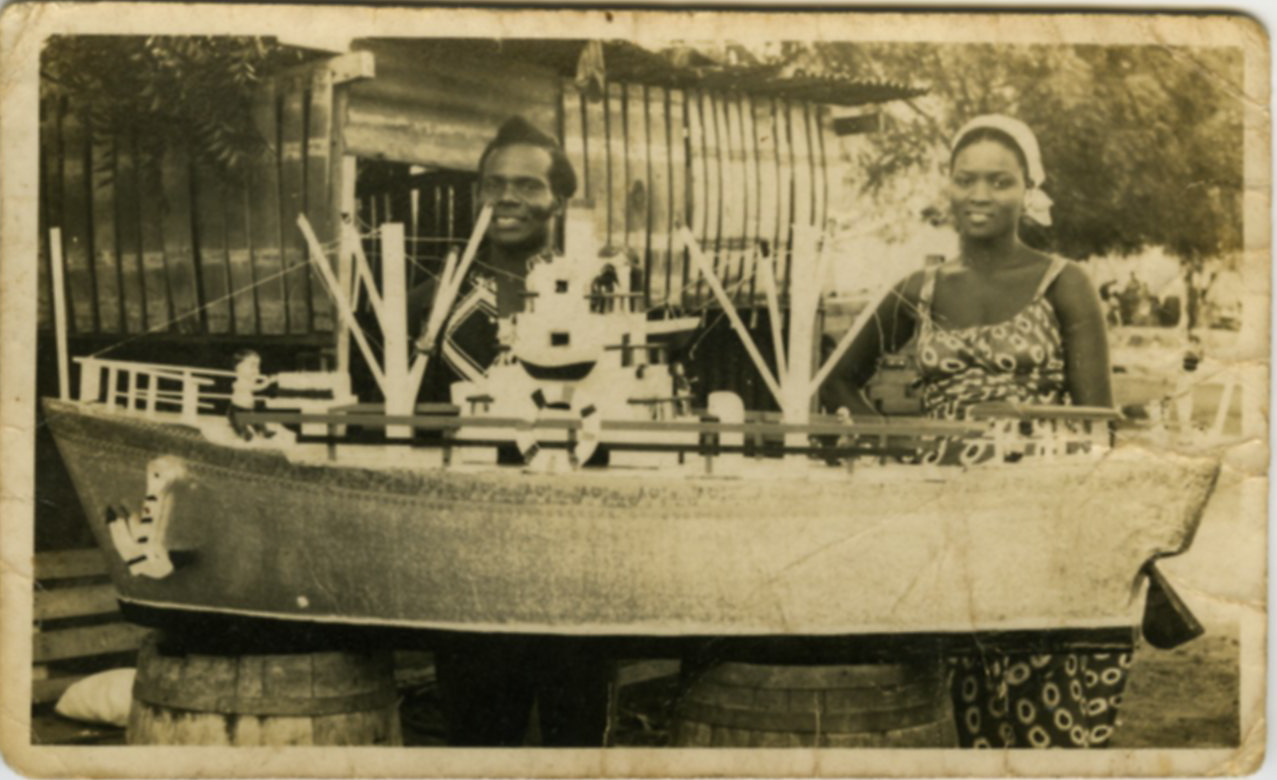
Ataa Oko et sa troisième femme, devant un cercueil en forme de bateau, environ 1960. page 147, Regula Tschumi: Les trésors enterrés des Ga. 2011

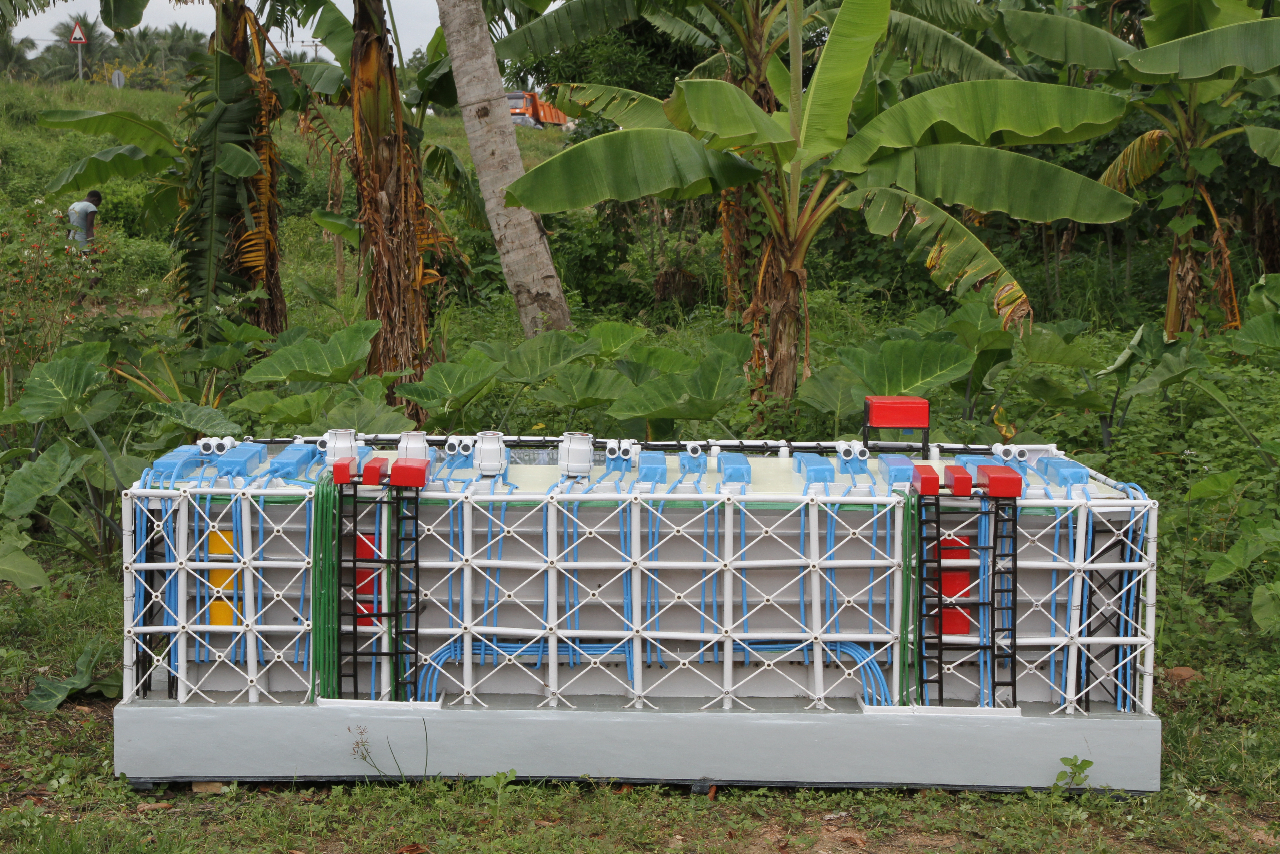
Cercueil Centre Pompidou de Kudjoe Affutu pour Sâadane Afif. 2010.

### Les funérailles
Les Gas sont réputés pour l’importance qu’ils attachent aux funérailles et aux fastes de celles-ci. Ils croient à une vie après la mort. Dans cette perspective, des cercueils personnalisés très spéciaux sont fabriqués pour les défunts, qui reflètent le métier de ceux-ci ou leurs aspirations : un poisson pour un pêcheur, une voiture de luxe pour un homme d’affaires, une poule et ses poussins pour une mère de famille nombreuse… Ce sont les artistes et menuisiers Ataa Oko (1919-2012) de La et Seth Kane Kwei (1924-1992) de Teshie qui dans les années 50 ont eu cette idée de créer des cercueils personnalisés qui allaient rapidement devenir une véritable tradition aussi parmi les chrétiens. L’atelier Kane Kwei, repris en main depuis 2005 par Eric Adjetey Anang, petit-fils de Kane Kwei, et d'autres ateliers et artistes comme Paa Joe, Joe Mensah (Hello), Paa Will, Eric Kpakpo et Kudjoe Affutu qui réalisent ces cercueils personnalisés.
Les familles peuvent investir des sommes conséquentes dans ces cercueils qui, lors des funérailles, contribuent à asseoir une respectabilité et un certain prestige auprès de la communauté.
Ces cercueils sont des œuvres d’art reconnues par les musées et galeries occidentales. Trois d’entre eux, réalisés par Kane Kwei, font par exemple partie des collections nationales du musée du quai Branly. Un cercueil poule, réalisé par Ataa Oko 2006 fait partie de la Collection du Kunstmuseum Berne, un cercueil en forme de Centre Pompidou par Kudjoe Affutu 2010 est dans la collection de Saâdane Afif, et un autre de Kudjoe Affutu en forme de frigo pour l'exposition La carte d'après nature, NMNM de Monte Carlo est dans la collection de Thomas Demand.

## Polémique
En mars 2024, le mariage entre une enfant de 12 ans et l'actuel Gborbu Wulomo âgé de 63 ans, chef spirituel et traditionnel de la région de Nungua et le seigneur suprême des Ga, créée la polémique. En effet le Ghana interdit aux enfants mineurs de se marier. La fillette est placée sous protection policière.

## Personnalités Gas
- Saka Acquaye (né en 1923) : peintre, sculpteur, enseignant, directeur artistique, homme de théâtre et musicien.
- Enoch Akpor Mensah (né en 1929) Enseignant, directeur artistique, dramaturge et musicien
- Mustapha Tettey Addy (né en 1942) : percussionniste traditionnel
- Obo Addy (né en 1936) : Percussionniste traditionnel
- Yacub Addy (né en 1931) : Percussionniste traditionnel
- Reverend Peter E. Adotey Addo ; conteur et poète
- Harry Aikines-Aryeetey (né en 1988) : athlète
- Nii Amugi II, (né en. 1940) : chef traditionnel des Gas
- Eric Adjetey Anang (né en 1985) : artiste sculpteur cercueil personnalisé
- Joseph Arthur Ankrah (1915-1992) : second chef d’état du Ghana
- Ayi Kwei Armah (né en 1939), écrivain ghanéen
- Marcel Desailly[9] (né en 1968) : Franco-Ghanéen, footballeur, Capitaine de l’Équipe de France pour la Victoire en Coupe du Monde de 1998
- Kofi Ghanaba (né Warren Gamaliel Akwei; alias Guy Warren en 1923), percussionniste, compositeur, créateur de l’Afro-Jazz, a travaillé avec Thelonious Monk, Lester Young et Charlie Parker
- Robert Kotei (né en 1935) Chef des Forces Armées du Ghana de 1978 à 1979
- E.T. Mensah[10] (1919 - 1996) : musicien
- John Mensah[11] (né en 1982) : footballeur
- Pops Mensah-Bonsu (né en 1983 à Londres) : basketteur
- Peter Mensah, né Enzo Patnogon (né en 1970): acteur
- Azumah "The Professor" Nelson (né en 1958) : boxeur
- Nii Amaa Ollennu (1906-1986) : ancien Chef d’état du Ghana par intérim
- Nii Parkes (né en 1974) : chroniqueur socio-culturel
- Clement Quartey (1938-2024) : boxeur
- Ike "Bazooka" Quartey (né en 1969) : boxeur
- Paul Sackey[12] (né en 1979) : rugbyman.
- Ben Tackie[13](né en 1973) : boxeur
- Honourable Peter Ala Adjetey (né en 1931) : deuxième Speaker du Parlement du Ghana dans la Quatrième République.
- Ataa Oko Addo, Artiste de cercueil personnalisé, sculpteur et peintre (1919-2012)
- Kudjoe Affutu, Artiste de cercueil personnalisé (1985)
- Paa Joe, Artiste de cercueil personnalisé (1947)